# いねむり先生
『いねむり先生』（いねむりせんせい）は、伊集院静による自伝的小説。『小説すばる』（集英社）にて2009年8月号から2011年1月号まで連載された。2012年1月から2014年1月まで能條純一作画で『グランドジャンプPREMIUM』にて漫画化された。また、2013年9月15日に藤原竜也主演でテレビ朝日系列でテレビドラマ化、2014年3月2日に國村隼主演でNHK BSプレミアムで「拝啓 色川先生」のタイトルでテレビドラマ化された。
色川武大（阿佐田哲也）との出会いにより、最愛の妻で女優の夏目雅子との死別後の大きな哀しみと、自身が陥ったアルコール依存症やギャンブル依存症からの再生を図る姿が描かれる。

## 登場人物
サブロー（伊集院静）

マサコ（夏目雅子）

先生（色川武大）

Kさん（黒鉄ヒロシ）

Iさん（井上陽水）

## 漫画
2011年12月に創刊された『グランドジャンプPREMIUM』（集英社、月刊）にて、第2号から第26号まで能條純一作画で漫画化された。2013年2月19日に第1巻と第2巻が同日に発売されたことを記念して、伊集院と能條の合同サイン会が三省堂書店有楽町店にて行われた。単行本は全4巻。
書誌情報
- 原作：伊集院静、作画：能條純一 『いねむり先生』 集英社〈ヤングジャンプ・コミックス〉 全4巻
  1. 2013年2月19日発売、ISBN 978-4-08-879408-2、伊集院静書下ろし巻末エッセイ収録
  2. 2013年2月19日発売、ISBN 978-4-08-879512-6
  3. 2013年8月19日発売、ISBN 978-4-08-879659-8
  4. 2014年2月19日発売、ISBN 978-4-08-879764-9

## テレビドラマ

### 2013年のテレビドラマ
『ドラマスペシャル いねむり先生』として、2013年9月15日にテレビ朝日系列「日曜エンターテインメント」にて放送。主演の藤原竜也と監督・脚本の源孝志は、同局で2011年2月26日に放送されたテレビドラマ『遺恨あり 明治十三年 最後の仇討』以来のタッグとなる。

#### キャスト
- サブロー - 藤原竜也
- マサコ - 波瑠
- 先生 - 西田敏行
- 黒上 - 阿部サダヲ
- 井野 - 谷原章介
- マキコ - 余貴美子
- 伊佐次 - 宇梶剛士
- フミコ - 美波
- 寿司屋の大将 - 大杉漣
- 寿司屋の女将 - 美保純
- 麻雀店の客 - 萩原聖人、青木さやか、石橋蓮司
- 刈谷 - 甲本雅裕
- 精神科医 - 相島一之
- 孝子 - 床嶋佳子
- みち子 - 尾上紫
- 絹 - 丘みつ子
- 容子 - 青谷優衣
- フミコの祖母 - 大貫花子
- 「サンジェルマン」のマダム - 高橋ひとみ
- 麻雀をする青年 - 浅利陽介
- マサオ - 川村陽介

ほか

#### スタッフ
- 監督・脚本 - 源孝志
- ED曲 - 井上陽水「眠りにさそわれ」
- 音楽 - 中島ノブユキ
- 闘牌監修 - 小島武夫、瀬戸熊直樹、滝沢和典（いずれもプロ雀士）[5]
- CG - イレブングラフィックス
- 技術協力 - ビデオスタッフ
- 照明協力 - ザ・ホライズン
- 編集・MA - ザ・チューブ
- 音響効果 - メディアハウスサウンドデザイン
- 医療監修 - 堀エリカ
- ロケ協力 - 広島フィルムコミッション、えひめフィルムコミッション、フィルムコミッション富士、逗子フィルムコミッション、新潟県フィルムコミッション協議会、JR西日本ロケーションサービス、弥彦競輪場、立川競輪場、日本トーター、交通科学博物館、瀬戸内海汽船　ほか
- 協力 - JKA、日本プロ麻雀連盟
- チーフプロデューサー - 田中芳之（テレビ朝日）、菅井敦（ホリプロ）
- プロデューサー - 西勇哉・池田邦晃（以上、テレビ朝日）、槙哲也・河野美里（以上、ホリプロ）
- 制作 - テレビ朝日、ホリプロ